# Rauer Steinbrech
Der Raue Steinbrech (Saxifraga aspera) ist eine Pflanzenart aus der Gattung Steinbrech (Saxifraga) innerhalb der Familie der Steinbrechgewächse (Saxifragaceae).

## Beschreibung

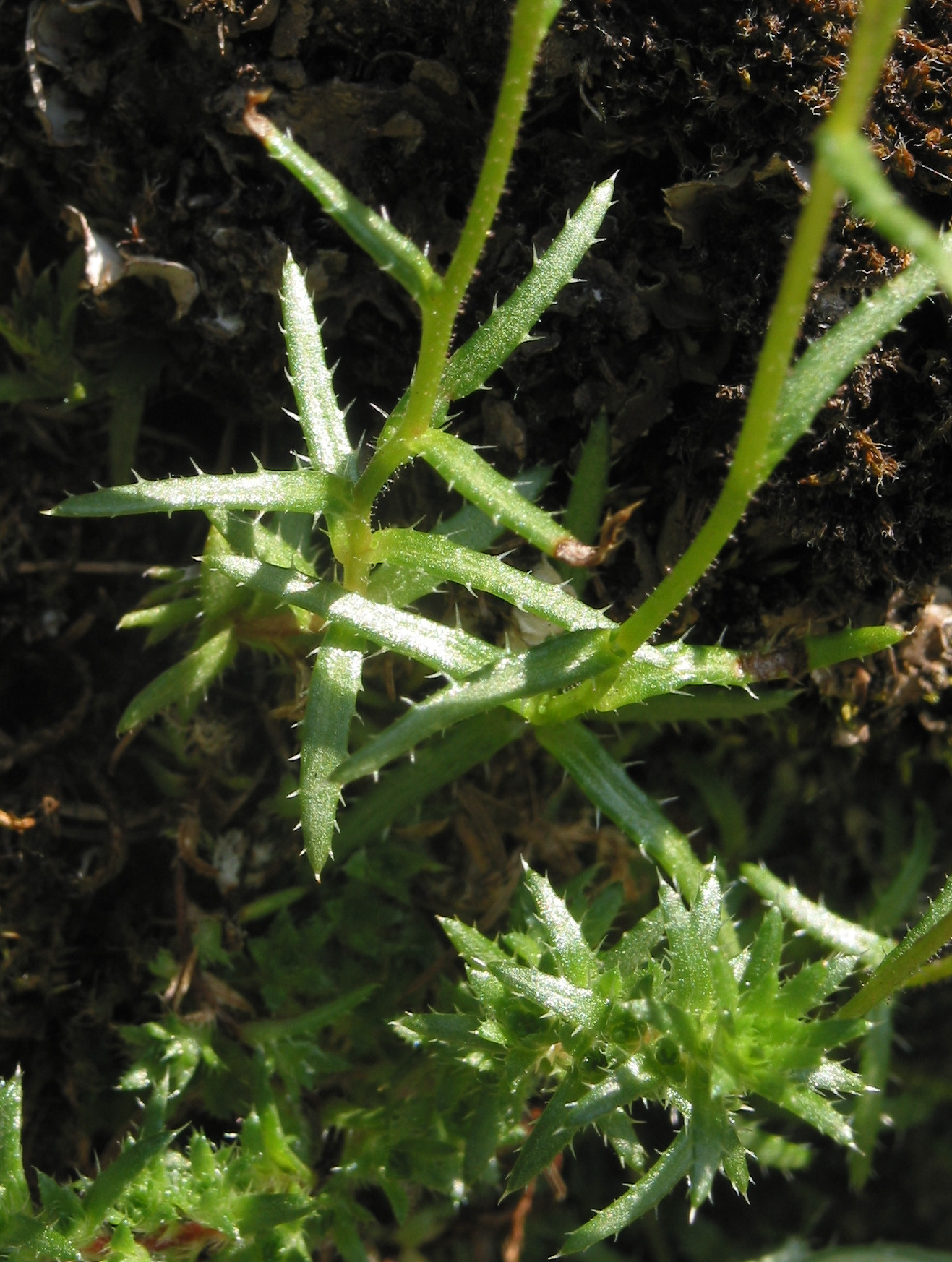
Habitus und Laubblätter

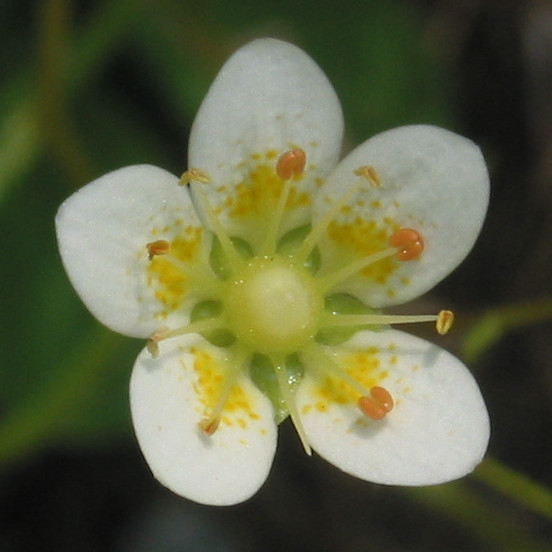
Radiärsymmetrische Blüte im Detail

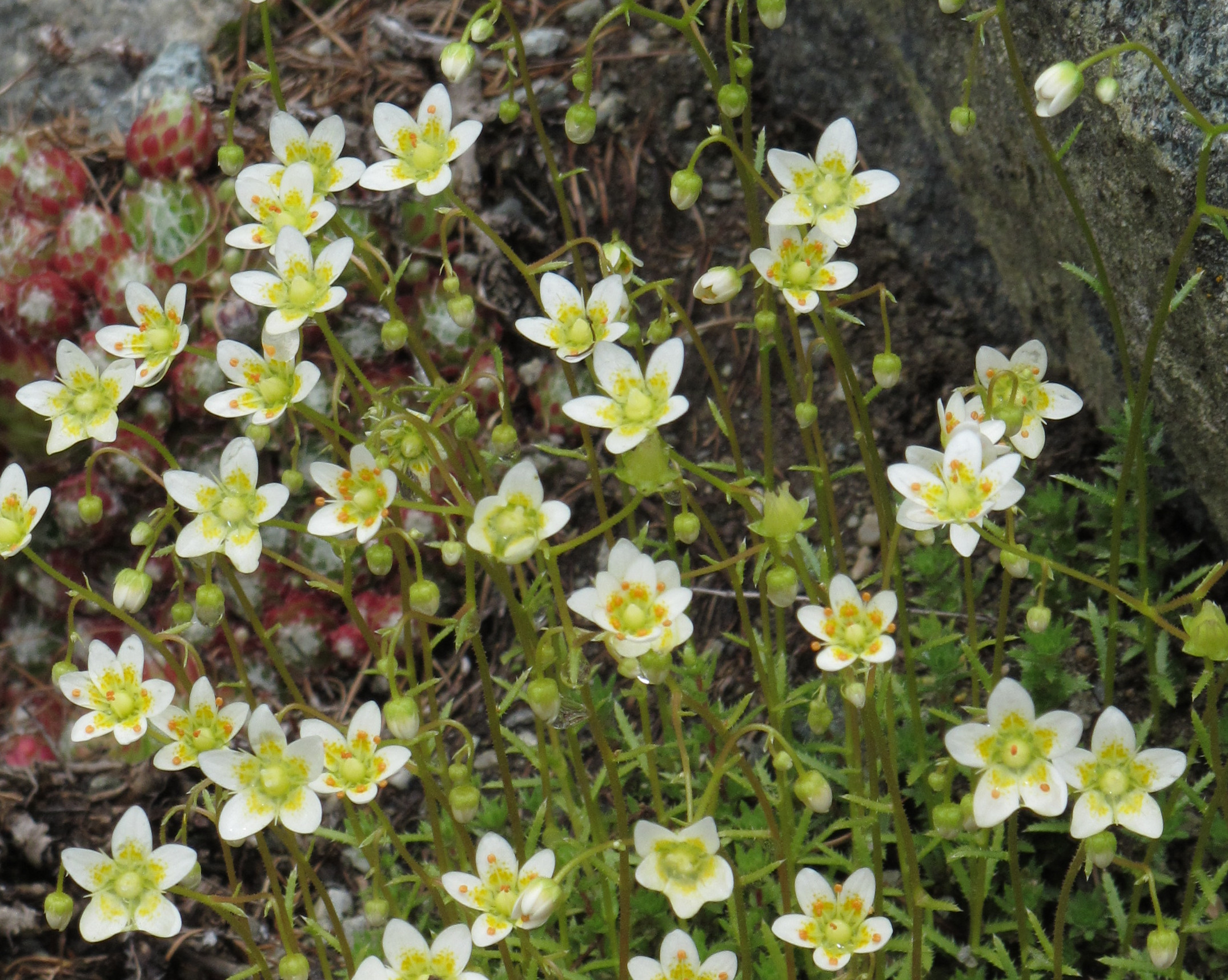
Bestand im Habitat

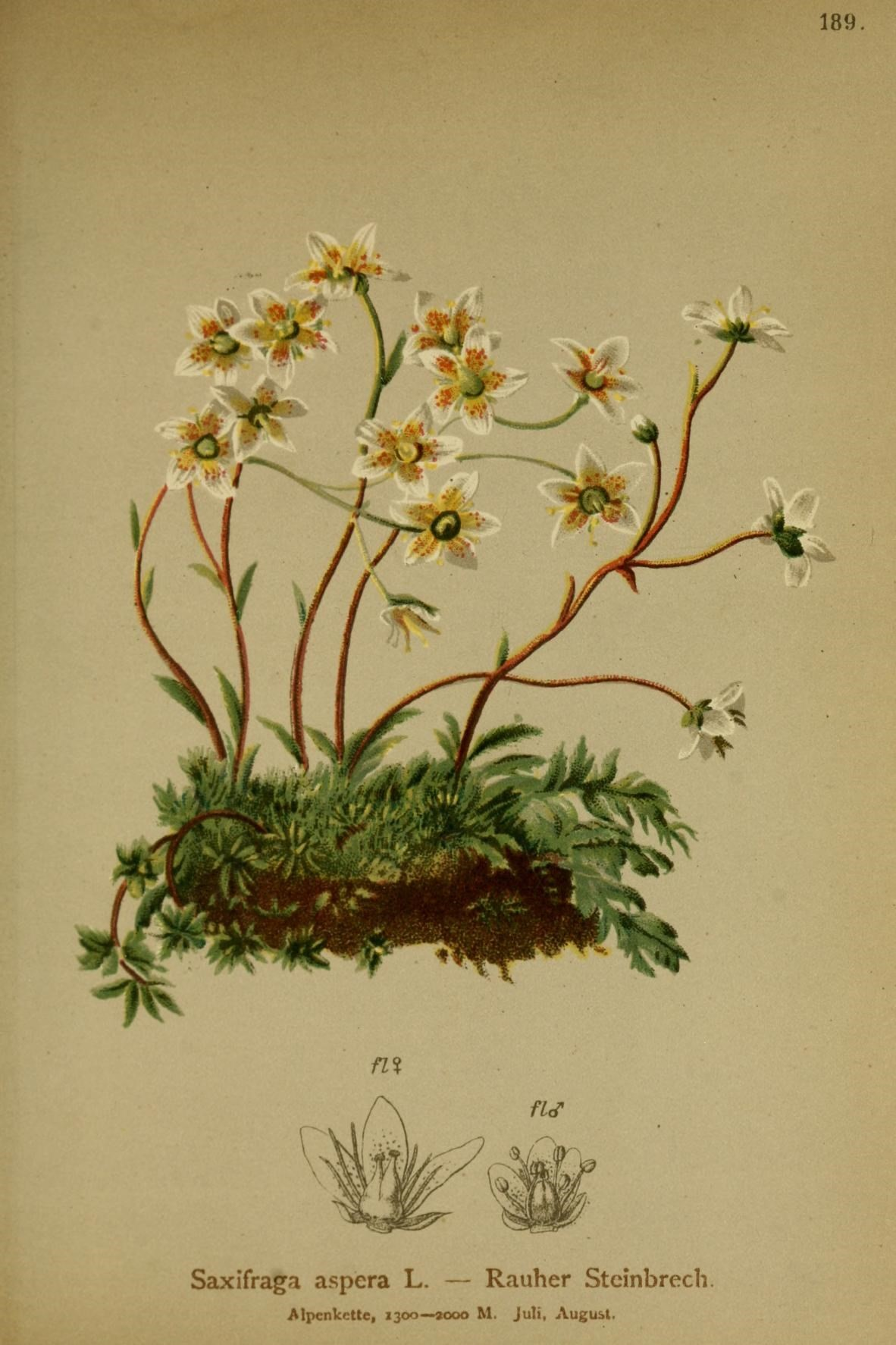
Illustration im Atlas der Alpenflora

### Vegetative Merkmale
Der Raue Steinbrech ist eine ausdauernde krautige Pflanze und erreicht Wuchshöhen von 0,5 bis 20 Zentimetern. Es werden lockere Rasen gebildet. Die nichtblühenden Stängel sind kriechend und mehr oder weniger entfernt und abstehend beblättert. Oft sind blattachselständige Sprossknospen vorhanden, die viele kürzer als ihr Tragblatt sind.
Die Grundblätter sind bei einer Länge von 5 bis 10 Millimetern sowie einer Breite von bis zu 1,5 Millimetern linealisch-lanzettlich, am Rand steif bewimpert und grannig bespitzt. Die Stängelblätter sind mit einer Länge von bis zu 2 Zentimetern sowie einer Breite von bis zu 2,5 Millimetern oft größer als die Grundblätter und werden von unten nach oben kleiner.

### Generative Merkmale
Die Blütezeit reicht von Juli bis August. Der traubige oder rispige Blütenstand enthält locker angeordnet wenige Blüten. Der Blütenstiel ist länger als die Blüte. 
Die zwittrige Blüte ist radiärsymmetrisch und fünfzählig mit doppelter Blütenhülle. Die fünf Kelchblätter sind bei einer Länge von 1,5 bis 2 Millimetern eiförmig mit stachelspitzigem oder stumpfem oberen Ende. Die fünf genagelten Kronblätter sind bei einer Länge von 6 bis 8 Millimetern länglich verkehrt-eiförmig mit stumpfem oberen Ende, gelblich-weiß und gegen ihre Basis kräftig gelb. Die Staubblätter sind kürzer als die Kronblätter. Die Staubbeutel sind pfriemlich. Der oberständige Fruchtknoten ist nur ganz am Grund mit der sehr kurzen Kronröhre verwachsen.
An der Frucht sind die abstehenden haltbaren Kelchzipfel und spreizende Stylodien vorhanden. Die Kapselfrucht ist bei einer Länge von 4 bis 6 Millimeter eiförmig. Die dunkel-braunen Samen sind bei einer Länge von 0,5 bis 0,6 Millimetern länglich-eiförmig und schief abgeschnitten mit fein warzig-stacheliger Oberfläche.
Die Chromosomenzahl beträgt 2n = 26.

## Unterscheidung von ähnlichen Arten
Der Raue Steinbrech hat im Gegensatz zum Moos-Steinbrech meist mehrblütige Blütenstände, mit Wuchshöhen von 8 bis 20 Zentimetern und die Blätter seiner nichtblühenden Stängel sind gerade und viel länger als die Blattknospen. Der Moos-Steinbrech dagegen hat meist einblütige Stängel, er wird nur 2 bis 5 Zentimeter hoch und die Blätter der nichtblühenden Stängel sind gekrümmt und kaum länger als die Blattknospen.

## Vorkommen
Es gibt Fundortangaben für Spanien, Andorra, Frankreich, Monaco, Italien, die Schweiz, Liechtenstein sowie Kroatien. Der Raue Steinbrech kommt in den Pyrenäen, in den Alpen, in den Apuanischen Alpen und im Toskanischen Apennin vor. Er gedeiht an Felsen, in ruhendem Schutt, an Bachufern, an Mauern und in Moospolstern der Nadelwaldstufe in Höhenlagen von 1600 bis 2200 Metern. Er steigt am Gornergrat im Kanton Wallis bis in eine Höhenlage von 2800 Meter auf. Er wächst auf kalkarmen Böden in Pflanzengesellschaften der Klasse Androsacetalia alpinae, kommt auch im Festucetum variae und anderen silikatischen Magerrasen vor.
Die ökologischen Zeigerwerte nach Landolt et al. 2010 sind in der Schweiz: Feuchtezahl F = 2+ (frisch), Lichtzahl L = 5 (sehr hell), Reaktionszahl R = 2 (sauer), Temperaturzahl T = 2 (subalpin), Nährstoffzahl N = 2 (nährstoffarm), Kontinentalitätszahl K = 3 (subozeanisch bis subkontinental).

## Taxonomie
Die Erstveröffentlichung von Saxifraga aspera erfolgte 1753 durch Carl von Linné in Species Plantarum, Tomus 1, S. 402. Synonyme für Saxifraga aspera L. sind Saxifraga aspera subsp. micrantha Pignatti, Saxifraga aspera subsp. elongata Gaudin und Saxifraga etrusca Pignatti.